# Кёкуто-кай
Кёкуто-кай (яп. 極東会) — преступная группировка в японской мафии якудза, базирующаяся в Токио. Кёкуто-кай насчитывает около 1 200 активных членов.

## История
Кёкуто-кай было зарегистрировано как «указанная группа якудза» согласно Закону о контрмерах по отношению к организованной преступности в июле 1993 года.

## Состояние
Штаб-квартира Кёкуто-кая располагается в квартале Икэбукуро в Токио, кроме того группировка имеет свои офисы в 14 различных префектурах Японии, включая и Хоккайдо.
В начале 2000-х годов Кёкуто-кай был вовлечён в конфликт с соперничающей с ним группировкой якудза Мацуба-кай, что привело к ряду взаимных перестрелок и убийств.